# Карабалина, Бахыт Токсанбайкызы
Бахыт Токсанбайкызы Карабалина (каз. Бақыт Тоқсанбайқызы Қарабалина; 1 июня 1939, село Кошалак, Денгизский район, Гурьевская область, Казахская ССР, СССР — 15 марта 1991, Алма-Ата, Казахская ССР, СССР) — советская и казахская домбристка, музыкальный педагог Казахстана, профессор. Народная артистка Казахской ССР (1973).

## Биография
Родилась 1 июня 1939 года в селе Кошалак.
С 1960 года солистка — домбристка Казахского государственного академического оркестра народных инструментов им. Курмангазы.
В 1965 году окончила факультет народных инструментов Алма-Атинской государственной консерватории им. Курмангазы (по классу А. Жубанова и Л. Мухитова).
С 1965 года преподаватель Алматинской государственной консерватории. Ученики: К. Адилов, О. Жауыров, Т. Кышкашбаев, А. Токтаган и другие.
Исполнительница кюев казахских народных композиторов: Курмангазы, Сейтека, Даулеткерея, Мамена, Казангапа, и многих зарубежных композиторов.
Скончалась 15 марта 1991 года, похоронена на Кенсайском кладбище.

## Награды и звания
- Народная артистка Казахской ССР (1973)[1].
- Профессор Казахской национальной консерватории им. Курмангазы
- Орден «Знак Почёта»[1]
- Отличник народного просвещения Казахской ССР.